# Amiantofusus candoris
Amiantofusus candoris is een slakkensoort uit de familie van de Fasciolariidae. De wetenschappelijke naam van de soort is voor het eerst geldig gepubliceerd in 2007 door Fraussen, Kantor & Hadorn.